# باب النجد (حزم العدين)

تعديل مصدري - تعديل

باب النجد محلة تابعة لقرية الرياسي، التابعة لعزلة حقين بمديرية حزم العدين إحدى مديريات محافظة إب في الجمهورية اليمنية، بلغ تعداد سكانها 58 حسب تعداد اليمن لعام 2004.